# 杰米·海纳曼
詹姆斯·富蘭克林·“杰米”·海纳曼（英語：James Franklin "Jamie" Hyneman，1956年9月25日—）是美国的一名特效专家，印第安纳大学语言学学士，專長是俄語。以其主持的电视节目《流言终结者》著称。他也是制作《流言终结者》节目的特效公司M5实业公司的创始人。他也出现在《超暴力激鬥》（Robot Wars）节目中，节目裡他的机器人布兰多（Blendo）破坏力巨大，一度给其他晋级比赛的机器人造成了很大的威胁，大出风头。
海纳曼是无神论者。

## 背景
海纳曼生于美国密歇根州的马歇尔，在印第安纳州的哥伦布城长大，并在印第安纳大学修得了俄語语言学学位。他的履历非常丰富，当过水肺潜水员、野外生存专家、船长、语言学者、宠物店主、放牧人、机械师、水泥检验员和厨师长。从《流言终结者》中的“坠落榔头”一集中可以看出，他有些轻微的懼高症。海纳曼認為怀疑论者基本上就是无神论者，或者可以說非常接近无神论者，而這也是他堅信的理念。
二十年前他在维尔京群岛当船长出租潜水装备的时候，认识了当地高中的一位女理科教师，她后来成了他的妻子。

## 职业生涯

### 《流言终结者》
海納曼在節目裡的典型形像是戴著黑色貝雷帽穿著白色襯衫，偶爾還戴著太陽鏡。這些加上他那海象式的鬍子和低沉的聲音，經常被一同主持的亞當·薩維奇和其他小組成員開玩笑。有幾集節目裡你可以看到他的工作室裡掛著一個標語：“寧死勿亂”（"Clean Up or Die"），看來他希望自己的工作室維持乾淨整潔。與搭檔亞當活潑甚至有些幼稚的行為比起來，他以他的冷靜、邏輯、嚴肅的行為舉止而著稱。海納曼有時候也會被亞當的滑稽舉動激怒，有時也會因破解流言的思路跟他吵嘴。對於表演實驗和製作器具，他們倆經常有完全不同的思路。海納曼的思路往往更簡潔，有時你能聽他說“讓它越簡單越好”（"keep it as simple as possible"），或者“少點虛華，多點實用”（"more grunt, less elegance"）。兩人在“金魚的記憶力”和“吸塵器漂浮機器”兩集中比賽時，他就以此座右銘來一爭高下。

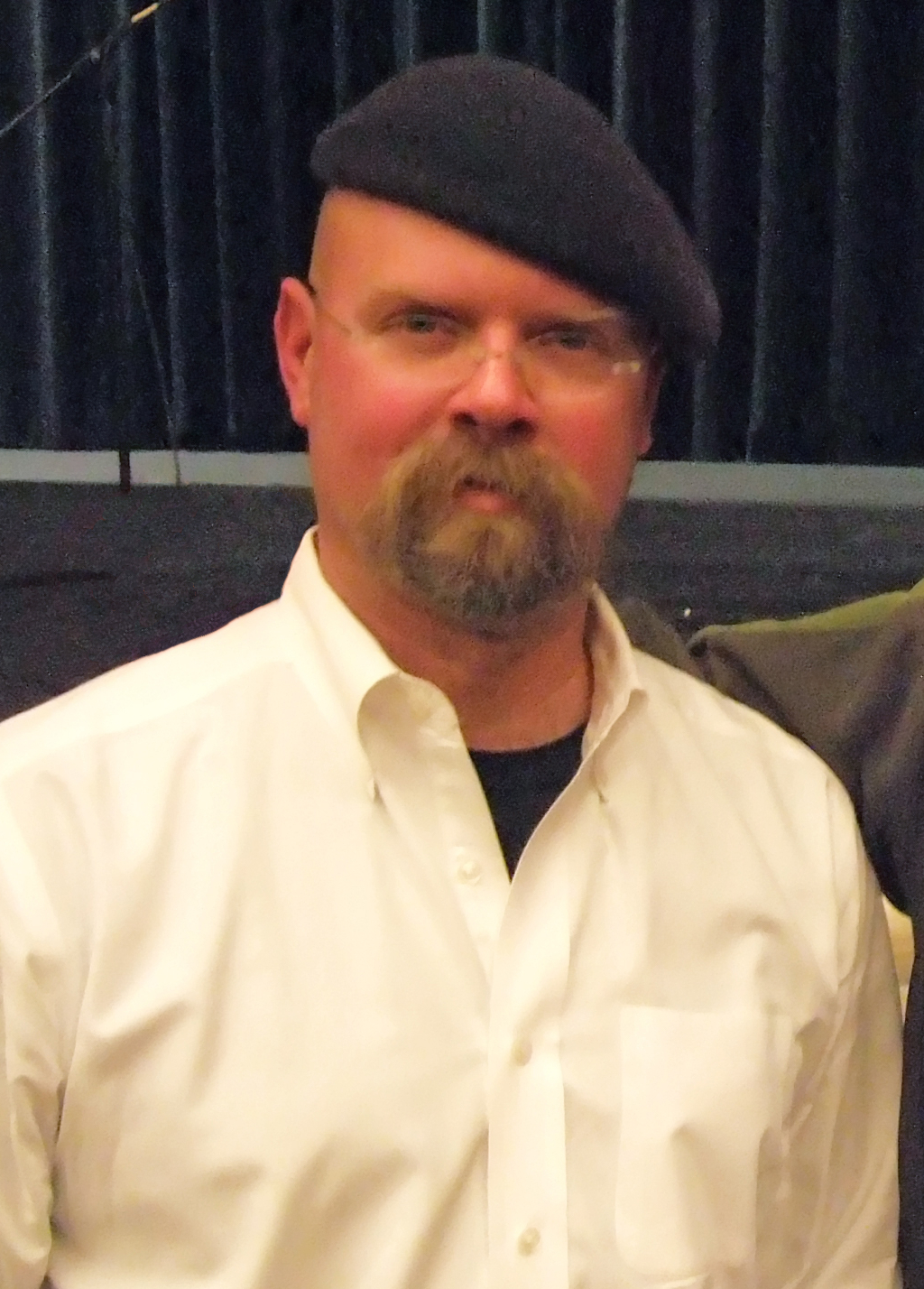
2006年的傑米

他在商業上的成果有給七喜公司製造的汽水罐發射機器和獲得專利的耐吉雙輪足球鞋。

### 客串电影
亚当·萨维奇和杰米·海纳曼扮演了电影《达尔文奖》（The Darwin Awards，台譯：豬頭滿天下）裡的两个军用垃圾贩子。他们出现在剧中“火箭车”故事的部分，这部分最后也被制作成了《流言终结者》系列的试播片。

### 客串《CSI犯罪现场》
杰米·海纳曼和亚当·萨维奇客串了《CSI犯罪现场》2008年5月1日的剧集《万有理论》。